# مارک ویتکر
مارک ادوارد ویتکر (به انگلیسی: Mark Edward Whitacre) یک مدیر بازرگانی آمریکایی است که در سال ۱۹۹۵، زمانی که رئیس بخش محصولات زیستی آرچر دنیلز میدلند (ای‌دی‌ام) بود مورد توجه عموم قرار گرفت و به سطح بالاترین مدیر اجرایی شرکتی در تاریخ ایالات متحده تبدیل شد که در اداره تحقیقات فدرال افشاگری کرده. به مدت سه سؤال از ۱۹۹۲ تا ۱۹۹۵ او با اف‌بی‌آی همکاری کرد تا تلاش ای‌دی‌ام را برای تثبیت قیمت‌ها افشا کند. در اواخر دهه ۱۹۹۰ او به ۹ سال حبس در زندان فدرال به جرم دریافت رشوه نه و نیم میلون دلاری در حین همکاری با اف‌بی‌آی محکوم شد.
فیلم اطلاع‌رسانی! ساخته برادران وارنر بر اساس رسوایی تثبیت قیمت و زندگی او در تاریخ ۱۸ سپتامبر ۲۰۰۹ منتشر شد. مت دیمون نقش مارک ویتکر را در این فیلم ایفا کرد.

## زندگی شخصی
ویتکر در ۱۶ ژوئن ۱۹۷۹ با معشوقه دبیرستانی خود، جینجر گیلبرت، ازدواج کرد. آنها با هم صاحب سه فرزند شدند.

ویتاکر در طول حبس خود مسیحی شد و از زمان آزادی او در دسامبر ۲۰۰۶، اغلب با جامعه مسیحی - از جمله شبکه پخش مسیحی (CBN) - دربارهٔ رستگاری، فرصت دوباره و اهمیت ایمانش مصاحبه کرده است.